# La Noche (banda)
La Noche é um grupo musical chileno de cúmbia, formado originalmente em Catemu, na região de Valparaíso, Chile, pelos integrantes: Gino Valerio, Alexis "Alexitico" Morales, Fernando "Mambo" Perez, Ramiro "Rume" Cruz, Sergio "taby" Morales, Alexis Saldivar e Paulo "Gato" Martinez.

## Discografia
Álbuns
- 2000: Pasión caliente
- 2001: Te lo dice
- 2006: Amor entre sábanas
- 2008: En tu cuarto
- 2009: La Noche Buena
- 2010: Sígueme
- 2014: #Habitación106

Álbuns ao vivo
- 2007: En Vivo
- 2009: En Vivo (Viña 2009)
- 2012: El Reencuentro

DVD
- 2007: En Vivo
- 2009: La Noche Karaoke
- 2009: En Vivo (Viña 2009)
- 2014: #Habitación106

### Singles
| Ano  | Canção                   | Posição | Álbum              |
| Ano  | Canção                   | CHI     | Álbum              |
| ---- | ------------------------ | ------- | ------------------ |
| 2008 | "Que nadie se entere"    | 1       | Amor entre sábanas |
| 2008 | "Es el amor"             | 9       | Amor entre sábanas |
| 2008 | "Quiero ser libre"       | 23      | En tu cuarto       |
| 2009 | "Rico y suave"           | 14      | En tu cuarto       |
| 2009 | "Mal amor"               | 25      | En tu cuarto       |
| 2009 | "Feliz Navidad"          | —       | La Noche Buena     |
| 2010 | "Dame tu swing"          | 30      | Sígueme            |
| 2010 | "Si me dices adiós"      | 23      | Sígueme            |
| 2014 | "Sal y Tequila"          | 15      | -                  |
| 2014 | "Sube el Calor"          | 10      | -                  |
| 2008 | "Lástima"                | 66      | Amor entre sábanas |
| 2009 | "La última vez"          | 90      | En tu cuarto       |
| 2009 | "Mentiroso"              | 100     | En tu cuarto       |
| 2009 | "Se apagó la luz"        | 96      | En tu cuarto       |
| 2009 | "Esta noche por 3 horas" | 68      | En tu cuarto       |
| 2009 | "Pechos calientes"       | 84      | La Noche: En vivo  |
| 2009 | "Blanca Navidad"         | 82j     | La Noche Buena     |
| 2009 | "El burrito sabanero"    | 98      | La Noche Buena     |
| 2010 | "Xururu"                 | 74      | Sígueme            |

### Colaborações
| Ano  | Canção                     | Posição | Álbum |
| Ano  | Canção                     | CHI     | Álbum |
| ---- | -------------------------- | ------- | ----- |
| 2010 | "Ay ay ay" (com DJ Méndez) | 17      | 210   |